# Águias do Furacão
As Águias do Furacão (em árabe: نسور الزوبعة, Nusour al Zawba'a) foi o braço armado do Partido Social Nacionalista Sírio. Composta por 6.000 a 8.000 homens e mulheres, participaram de muitas batalhas e operações durante a Guerra Civil Síria lutando ao lado do Exército Árabe Sírio e seus aliados e participando de várias operações militares.

## Ideologia
As Águias eram o braço armado do PSNS e, portanto, compartilham as mesmas ideologias e objetivos. A ideologia central do PSNS era o nacionalismo sírio e a crença no conceito de uma "Grande Síria" ou "Síria Natural" que se estenderia desde os Montes Tauro ao norte da Síria até o Canal de Suez no Egito.